# 静岡県道155号滝ケ原富士岡線
静岡県道155号滝ケ原富士岡線（しずおかけんどう155ごう たきがはらふじおかせん）は静岡県御殿場市中畑（滝ケ原）と御殿場市大坂を結ぶ一般県道。
付近に陸上自衛隊の滝ヶ原駐屯地、板妻駐屯地、駒門駐屯地があり、各駐屯地を結ぶ路線という側面が強い。実際、第二次世界大戦以前は軍事用の国道特三号だった。

## 接続する路線
- 静岡県道23号御殿場富士公園線(起点：中畑交差点)
- 静岡県道157号五本地御殿場線(印野交差点)
- 国道469号(板妻交差点)
- 国道246号（一部区間重複）
- 静岡県道394号沼津小山線(終点：大坂交差点)